# أسعد آباد
أسعد آباد ((بالبشتوية: اسد اباد)‏ هي مدينة وعاصمة ولاية كونار في أفغانستان، وهي أقدم مدينة في التاريخ حملت أسم أسعد آباد رغم وجود حملت الاسم بعدها وإليها ينسب عدد من الاعلام في التاريخ الإسلامي.
تقع على نهر كونر في منطقة جبلية تبعد 5 أميال عن الحدود مع باكستان.

## أشخاص من أسعد آباد (أفغانستان)
- جمال الدين الأفغاني
- القاضي عبد الجبار

## المناخ
يظهر الجدول التالي التغييرات المناخية على مدار السنة لأسعد آباد:
| البيانات المناخية لـأسعد آباد     | البيانات المناخية لـأسعد آباد | البيانات المناخية لـأسعد آباد | البيانات المناخية لـأسعد آباد | البيانات المناخية لـأسعد آباد | البيانات المناخية لـأسعد آباد | البيانات المناخية لـأسعد آباد | البيانات المناخية لـأسعد آباد | البيانات المناخية لـأسعد آباد | البيانات المناخية لـأسعد آباد | البيانات المناخية لـأسعد آباد | البيانات المناخية لـأسعد آباد | البيانات المناخية لـأسعد آباد | البيانات المناخية لـأسعد آباد |
| الشهر                             | يناير                         | فبراير                        | مارس                          | أبريل                         | مايو                          | يونيو                         | يوليو                         | أغسطس                         | سبتمبر                        | أكتوبر                        | نوفمبر                        | ديسمبر                        | المعدل السنوي                 |
| --------------------------------- | ----------------------------- | ----------------------------- | ----------------------------- | ----------------------------- | ----------------------------- | ----------------------------- | ----------------------------- | ----------------------------- | ----------------------------- | ----------------------------- | ----------------------------- | ----------------------------- | ----------------------------- |
| متوسط درجة الحرارة الكبرى °م (°ف) | 12.7 (54.9)                   | 15.0 (59.0)                   | 19.7 (67.5)                   | 24.9 (76.8)                   | 31.3 (88.3)                   | 37.8 (100.0)                  | 37.7 (99.9)                   | 36.1 (97.0)                   | 33.5 (92.3)                   | 27.8 (82.0)                   | 21.0 (69.8)                   | 14.6 (58.3)                   | 26.0 (78.8)                   |
| متوسط درجة الحرارة الصغرى °م (°ف) | 1.3 (34.3)                    | 3.7 (38.7)                    | 7.9 (46.2)                    | 12.3 (54.1)                   | 17.2 (63.0)                   | 22.6 (72.7)                   | 24.8 (76.6)                   | 23.8 (74.8)                   | 19.7 (67.5)                   | 12.6 (54.7)                   | 6.1 (43.0)                    | 2.2 (36.0)                    | 12.8 (55.1)                   |
| الهطول مم (إنش)                   | 44 (1.7)                      | 67 (2.6)                      | 111 (4.4)                     | 104 (4.1)                     | 45 (1.8)                      | 11 (0.4)                      | 28 (1.1)                      | 30 (1.2)                      | 17 (0.7)                      | 17 (0.7)                      | 18 (0.7)                      | 40 (1.6)                      | 532 (20.9)                    |
| المصدر: climate-data.org          |                               |                               |                               |                               |                               |                               |                               |                               |                               |                               |                               |                               |                               |

## أعلام
- جمال الدين الأفغاني